# اقتصاد حوسبي
الاقتصاد الحوسبي هو نظام بحثي في واجهة علوم الحاسوب والاقتصاد وعلم الإدارة. يشمل هذا الموضوع النمذجة الحسابية للنظم الاقتصادية، سواء كانت قائمة على وكيل، نظرية التوازن العام، نموذج الاقتصاد الكلي، أو التوقعات الرشيدة، الاقتصاد القياسي والإحصائي الحسابي، التمويل الحسابي، الأدوات الحسابية لتصميم أسواق الإنترنت المؤتمتة، أداة البرمجة المصممة خصيصا للاقتصاد الحسابي وتعليم الاقتصاد الحسابي. بعض هذه المجالات هي فريدة من نوعها، في حين أن البعض الآخر يوسع مجالات الاقتصاد التقليدية من خلال حل المشكلات التي تكون مملة للدراسة بدون أجهزة كمبيوتر وما يرتبط بها من طرق عددية.